# Бенуа (Міссісіпі)
Бенуа (англ. Benoit) — місто (англ. town) в США, в окрузі Болівар штату Міссісіпі. Населення — 365 осіб (2020).

## Географія
Бенуа розташована за координатами 33°39′6″ пн. ш. 91°0′31″ зх. д. / 33.65167° пн. ш. 91.00861° зх. д. (33.651595, -91.008741).  За даними Бюро перепису населення США в 2010 році місто мало площу 2,56 км², з яких 2,52 км² — суходіл та 0,03 км² — водойми.

## Демографія
Згідно з переписом 2010 року, у місті мешкало 477 осіб у 159 домогосподарствах у складі 123 родин. Густота населення становила 187 осіб/км².  Було 179 помешкань (70/км²).
Расовий склад населення:
| - 82,2 % — чорних або афроамериканців - 17,8 % — білих |

До двох чи більше рас належало 0,0 %. Частка іспаномовних становила 0,8 % від усіх жителів.
За віковим діапазоном населення розподілялося таким чином: 32,5 % — особи молодші 18 років, 53,9 % — особи у віці 18—64 років, 13,6 % — особи у віці 65 років та старші. Медіана віку мешканця становила 29,6 року. На 100 осіб жіночої статі у місті припадало 80,7 чоловіків;  на 100 жінок у віці від 18 років та старших — 68,6 чоловіків також старших 18 років.
Середній дохід на одне домашнє господарство  становив 36 821 долар США (медіана — 19 500), а середній дохід на одну сім'ю — 39 438 доларів (медіана — 20 833). Медіана доходів становила 26 875 доларів для чоловіків та 28 750 доларів для жінок. За межею бідності перебувало 52,0 % осіб, у тому числі 81,3 % дітей у віці до 18 років та 16,7 % осіб у віці 65 років та старших.
Цивільне працевлаштоване населення становило 125 осіб. Основні галузі зайнятості: освіта, охорона здоров'я та соціальна допомога — 23,2 %, сільське господарство, лісництво, риболовля — 16,0 %, науковці, спеціалісти, менеджери — 11,2 %, виробництво — 10,4 %.